# (160) Una
(160) Una es un asteroide que forma parte del cinturón de asteroides y fue descubierto el 20 de febrero de 1876 por Christian Heinrich Friedrich Peters desde el observatorio Litchfield de Clinton, Estados Unidos.
Está nombrado por Una, un personaje del poema La Reina Hada del escritor inglés Edmund Spenser.

## Características orbitales
Una orbita a una distancia media de 2,727 ua del Sol, pudiendo alejarse hasta 2,904 ua. Su excentricidad es 0,06475 y la inclinación orbital 3,824°. Emplea 1645 días en completar una órbita alrededor del Sol.